# Mezőkeresztes
Mezőkeresztes est une ville et une commune du comitat de Borsod-Abaúj-Zemplén en Hongrie.

## Histoire

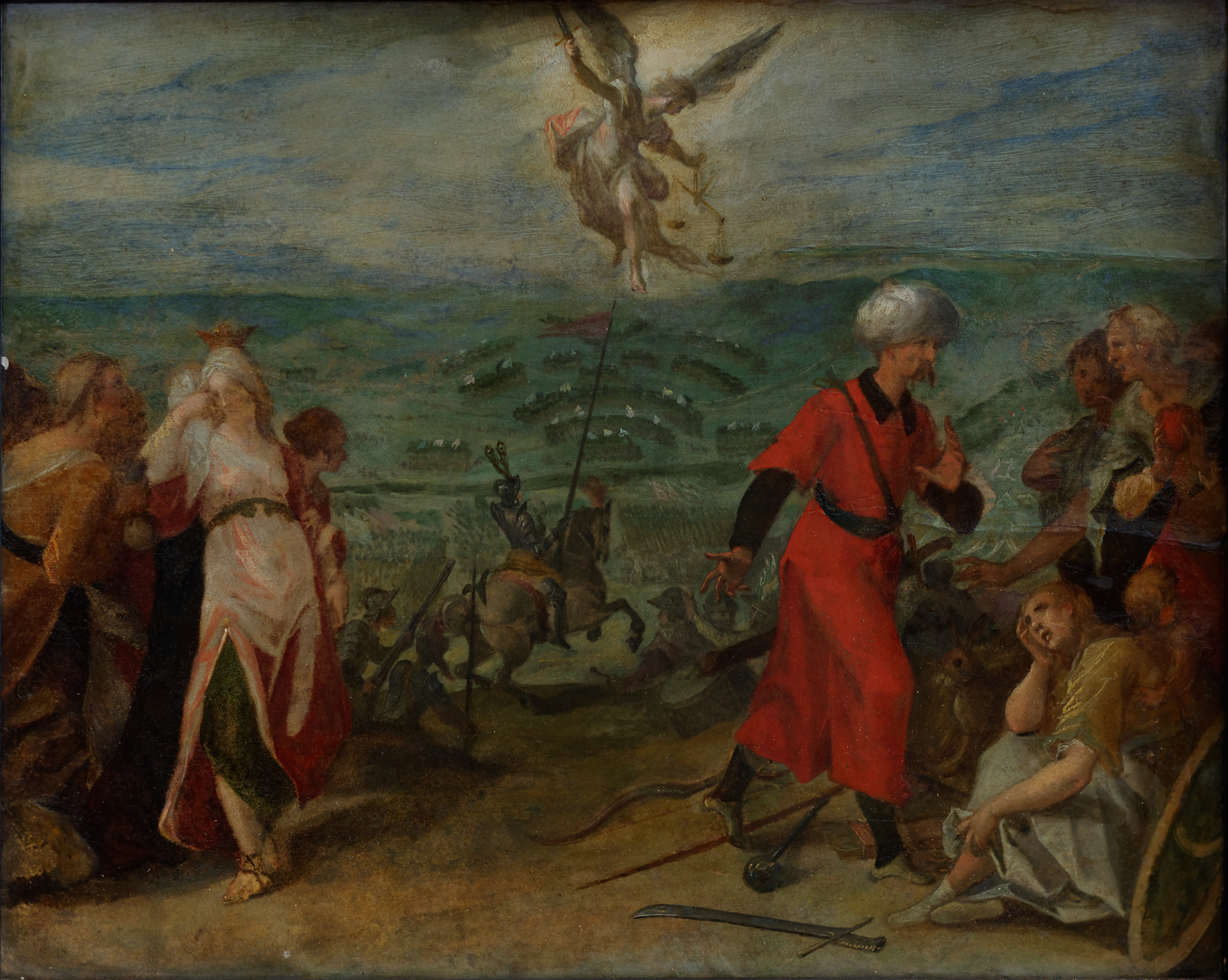
Allégorie de la bataille de Mezőkeresztes